# Vegyes 4 × 100 méteres gyorsúszás a 2013. évi nyári európai ifjúsági olimpiai fesztiválon
A 2013. évi nyári európai ifjúsági olimpiai fesztiválon az úszó versenyszámok közül a vegyes 4 × 100 méteres gyorsúszás versenyeit július 18.-án rendezték Utrechtben.

## Előfutamok
| H   | Nemzet             | Versenyzők                                                                      | E                                   | Mj |
| --- | ------------------ | ------------------------------------------------------------------------------- | ----------------------------------- | -- |
| 1.  | Oroszország        | Elisey Stepanov Daria Shibarova Ernest Maksumov Polina Egorova                  | 3:41.64 52.26 58.99 52.46 57.93     | Q  |
| 2.  | Németország        | Alexander Lohmar Lia Neubert Hendrik Ulrich Katrin Gottwald                     | 3:41.66 52.62 58.75 51.72 58.57     | Q  |
| 3.  | Egyesült Királyság | Duncan Scott Darcy Deakin Nico Campbell Hannah Featherstone                     | 3:43.11 52.66 59.56 52.55 58.34     | Q  |
| 4.  | Ukrajna            | Vladyslav Perepelytsia Anastasiia Manakova Viacheslav Ohnov Maryna Kolesnykova  | 3:43.15 52.11 59.24 51.94 59.86     | Q  |
| 5.  | Norvégia           | Marius Solaat Roedland Marte Loevberg Erik Arsland Gidskehaug Emma Augustsson   | 3:44.07 52.71 59.03 53.66 58.67     | Q  |
| 6.  | Franciaország      | Guillaume Garzotto Maelle Baesel Jean-Baptiste Abily Anissa Gitton              | 3:45.01 53.59 58.07 53.76 59.59     | Q  |
| 7.  | Spanyolország      | Marc Vivas Egea Paula Lopez Alba Guillem Pujol Belmonte Rosa Maria Maeso Valdes | 3:46.18 52.99 1:00.63 52.41 1:00.15 | Q  |
| 8.  | Lengyelország      | Jakub Piesniak Natalia Fryckowska Adam Staniszewski Sara Leonczuk               | 3:47.13 53.86 59.85 52.80 1:00.62   | Q  |
| 9.  | Törökország        | Eyup Taspinar Zeynep Odabasi Samet Alkan Elif Oezdemir                          | 3:49.19 55.02 59.99 54.67 59.51     | T1 |
| 10. | Finnország         | Nikita Saunonen Eveliina Kallio Christoffer Fredrikson Aino Otava               | 3:49.58 55.90 59.88 54.91 58.89     | T2 |
| 11. | Csehország         | Tomas Franta Nikol Paulova Martin Simacek Edita Chrapava                        | 3:50.59 54.35 1:00.68 52.77 1:02.79 |    |
| 12. | Litvánia           | Paulius Grigaliunas Beatrice Kanapienyte Juozas Mackonis Greta Pleikyte         | 3:52.06 54.99 1:01.96 53.97 1:01.14 |    |
| 13. | Fehéroroszország   | Uladzislau Horbach Marharyta Karaseva Aleksey Kutsanov Valiantsina Zeliankevich | 3:52.58 54.22 1:02.12 54.28 1:01.96 |    |
| 14. | Észtország         | Nikita Tsernosev Hannabel Aria Cevin Anders Siim Kertu Ly Alnek                 | 3:52.89 53.97 1:01.47 55.88 1:01.57 |    |
| 15. | Ausztria           | Sebastian Steffan Esther Uhl Severin Kukla Caroline Pilhatsch                   | 3:53.70 52.91 59.78 59.36 1:01.65   |    |
| 16. | Görögország        | Theodoros Benehoutsos Ioanna Saha Dimitrios Dimitriou Ilektra-Varvara Lebl      | 3:54.26 53.59 1:02.50 57.22 1:00.95 |    |
| 17. | Írország           | James Brown Emma Reid Benjamin Doyle Rachel Bethel                              | 3:55.40 56.24 1:02.67 55.71 1:00.78 |    |
| 18. | Szerbia            | Strahinja Misic Vanja Murtin Igor Miljanovic Anja Crevar                        | 3:56.31 54.49 1:02.88 54.13 1:04.81 |    |
| 19. | Luxemburg          | Bram Lamberts Alicia Turmel Max Mannes Eline Van Den Bossche                    | 3:59.09 57.08 1:03.22 55.14 1:03.65 |    |
| 20. | Bulgária           | Ivan Gerov Venelina Mihneva Matthew Tsenkov Boyana Tomova                       | 4:08.12 58.35 1:05.40 56.60 1:07.77 |    |

## Döntő
| H     | Név                | Nemzet                                                                         | E                                 | Mj |
| ----- | ------------------ | ------------------------------------------------------------------------------ | --------------------------------- | -- |
| Arany | Oroszország        | Elisey Stepanov Polina Egorova Arseniy Badamshin Arina Openysheva              | 3:37.38 52.12 57.70 51.26 56.30   | CR |
| Ezüst | Egyesült Királyság | Duncan Scott Darcy Deakin Suleman Butt Hannah Featherstone                     | 3:39.46 51.58 58.69 51.53 57.66   |    |
| Bronz | Németország        | Hendrik Ulrich Katrin Gottwald Marek Ulrich Anabel Ivanov                      | 3:39.74 52.24 57.64 51.67 58.19   |    |
| 4.    | Norvégia           | Marius Solaat Roedland Marte Loevberg Erik Arsland Gidskehaug Emma Augustsson  | 3:43.04 52.28 58.33 53.29 59.14   |    |
| 5.    | Franciaország      | Guillaume Garzotto Maelle Baesel Jean-Baptiste Abily Anissa Gitton             | 3:43.32 53.33 58.23 52.32 59.44   |    |
| 6.    | Ukrajna            | Vladyslav Perepelytsia Maryna Kolesnykova Viacheslav Ohnov Anastasiia Manakova | 3:44.10 52.56 1:01.11 51.59 58.84 |    |
| 7.    | Spanyolország      | Marc Vivas Egea Paula Ruiz Bravo Joan Casanovas Skoubo Marta Cano Minarro      | 3:47.53 53.57 1:01.43 52.55 59.98 |    |
| 8.    | Lengyelország      | Adam Staniszewski Natalia Fryckowska Jakub Piesniak Sara Leonczuk              | 3:48.38 53.98 59.97 53.28 1:01.15 |    |